# Iwan Iwanowitsch Barjatinski

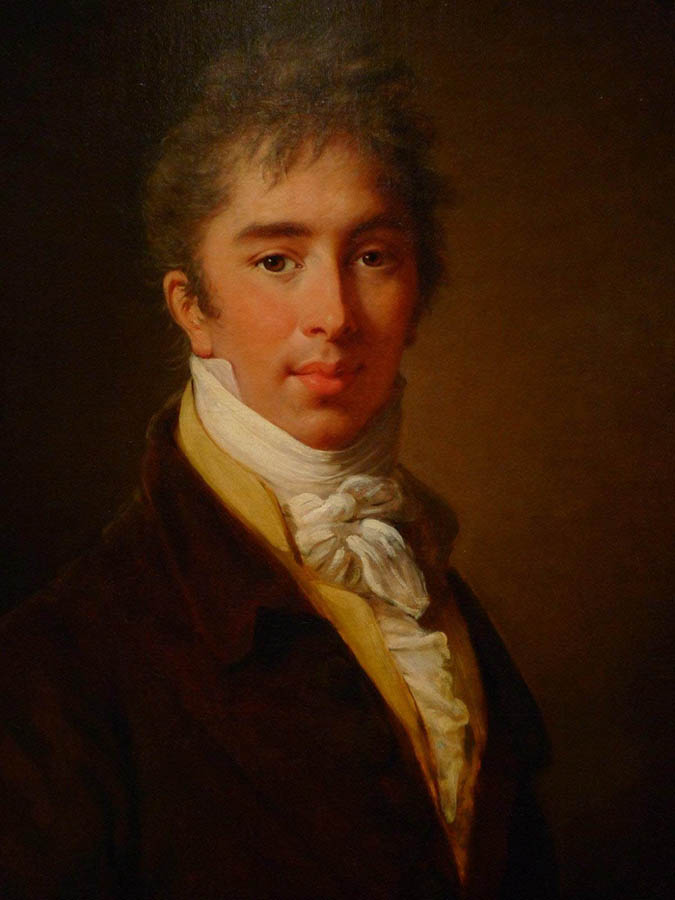
Iwan Iwanowitsch Barjatinski

Fürst Iwan Iwanowitsch Barjatinski (russisch Иван Иванович Барятинский; * 6. Oktoberjul. / 17. Oktober 1772greg.in Stuttgart; † 1. Junijul. / 13. Juni 1825greg. in Iwanowskoje (Kursk)) war ein russischer Adliger, Diplomat und Agronom.

## Leben
Er entstammte dem russischen Hochadelsgeschlecht Barjatinski, einer Seitenlinie der Rurikiden. Seine Eltern waren der russische Diplomat Fürst Iwan Sergejewitsch Barjatinski und die deutsche Prinzessin Katharina von Holstein-Beck, Tochter des Peter August Herzog von Holstein-Beck. Iwan Iwanowitsch Barjatinski diente 1780 als Leutnant im Dragoner-Regiment und wurde Adjutant von Fürst Grigori Alexandrowitsch Potjomkin. 1790 verlieh ihm Katharina II. den Titel eines Kammerherren. 1813 heiratete er Marie Wilhelmine Luise Gräfin von Keller, Tochter des preußischen Diplomaten und Ministers Christoph von Keller. Nachdem er seinen Militärdienst quittiert hatte, wechselte er in diplomatischen Dienst und arbeitete als Sekretär des russischen Botschaftsrates in London. 1809 wurde er russischer Gesandter in München. Seinen Ruhestand verbrachte er auf seinem Landgut Iwanowskoje bei Kursk. Iwan Iwanowitsch Barjatinski starb am 15. Juni 1825 in Iwanowskoje.

## Nachkommen
- Olga Iwanowna (1814–1876); ⚭ Graf Wladimir Petrowitsch Orlov-Davydov (1809–1882).
- Alexander Iwanowitsch Barjatinski (1815–1879), Generalfeldmarschall; ⚭ Elizaveta Dmitrievna Dzhambakur-Orbeliani (1835–1899).
- Leonilla Iwanowna (1816–1918), Trauzeugin; ⚭ Fürst Ludwig Adolf Friedrich zu Sayn-Wittgenstein-Sayn (1799–1866).
- Wladimir Iwanowitsch (1817–1875); ⚭ Elizaveta Alexandrowna Chernysheva (1826–1902), Tochter von Fürst Alexander Iwanowitsch Tschernyschow.
- Maria Iwanowna (1818–1843), Trauzeugin; ⚭ Fürst Michail Kochubey (1813–1876).
- Anatoly Iwanowitsch (1821–1881); ⚭ Olimpiada Wladimirowna Kablukova (1822–1904).
- Viktor Iwanowitsch (1823–1904); ⚭ Maria Appolinaryevna Buteneva (1835–1906).

## Auszeichnungen
- Orden des Heiligen Georg, IV. Klasse
- Orden des Heiligen Johannes von Jerusalem